# Samia lastousi
Samia lastousi är en fjärilsart som beskrevs av Watson. Samia lastousi ingår i släktet Samia och familjen påfågelsspinnare. Inga underarter finns listade.